# Jungfruskär (vid Saverkeit, Houtskär)
Jungfruskär är ett mindre skär i Pargas kommun i Finland. Det ligger i den ekonomiska regionen  Åboland  och landskapet Egentliga Finland, i den sydvästra delen av landet, 190 km väster om huvudstaden Helsingfors. Det ligger i Houtskär invid ön Saverkeit, utanför Långvikens mynning.